# Not Provided
Con il termine Not Provided si intende, nel linguaggio internet, il dato che si registra (in un sistema di web analytics come Google Analytics) per tutte le ricerche o query effettuate dagli utenti del web che utilizzano il protocollo internet https, tramite il motore di ricerca Google, nel momento in cui il visitatore clicca un risultato organico nella SERP di Google.

In altre parole, il dato Not Provided viene registrato come tale su Google Analytics (e su tutti i sistemi di web analytics) quando viene utilizzata la ricerca SSL, si effettua una ricerca per una parola chiave (keyword) o per una frase (keyphrase) su Google e si clicca su di un risultato organico della ricerca.

Allora si avrà che nel sistema Google Analytics relativo al sito visitato, la keyword o la keyphrase cercata viene registrata come Not Provided, cioè non fornita.

## Storia
Il termine Not Provided è stato introdotto a partire da ottobre 2011, ma in Italia arriva a partire da settembre 2013, periodo in cui Google ha spostato tutto su protocollo https (anche per motivi di privacy internazionale).
Col passare del tempo ad aprile 2014, Google porta il dato Not Provided anche su Google Adwords lasciando però il dato in chiaro a chi accede dall'area amministrativa di Google Adwords o per chi accede tramite API.
Per rendere possibile che il dato sia "non fornito" Google è intervenuto modificando i suoi risultati di ricerca.
Infatti nel momento in cui si effettua una ricerca e si clicca un link dei risultati, adesso, non vengono più reindirizzati al sito cliccato, ma vengono reindirizzati ad una pagina intermedia di Google che a sua volta reindirizza al sito del risultato cliccato.

## L'introduzione del parametro q nel filtro delle query
Ricerca senza HTTPS o SLL:
http://www.google.it/url?sa=t&rct=jq=la tua frase cercata su google&source=web&cd=1&cad=rja&ved=0ahUKEwiCwcqbtaPKAhVDNxQKHfLVCEAQFgggMAA&url=http%3A%2F%2Fwww....sito-cliccato
in questo caso la frase viene registrata, c'è da dire però che i casi come questo, al giorno d'oggi sono molto pochi.
Stessa ricerca da HTTPS o da loggato ai social network di Google:
http://www.google.it/url?sa=t&rct=jq=&src=s&source=web&cd=1&cad=rja&ved=0ahUKEwiCwcqbtaPKAhVDNxQKHfLVCEAQFgggMAA&url=http%3A%2F%2Fwww....sito-cliccato
In questo caso q è vuoto e viene registrato come Not Provided. Al giorno oggi, mediamente il sistema di web analytics di un sito web registra query Not Provided nella misura che va dal 70% al 95% e tenderà, in un futuro non troppo lontano, al 100%.

## L'importanza di conoscere le keywords con cui si viene trovati
In passato la conoscenza delle keywords, quando erano ancora un dato in chiaro, per cui la propria pagina del proprio sito internet veniva raggiunta dai visitatori era sfruttata soprattutto per:
- SEO,
- content marketing,
- controllo dell'efficacia degli articoli,
- controllo dell'efficacia dell'autore degli articoli,
- controllo dell'efficacia del piano editoriale dei contenuti,
- sviluppo di un piano editoriale dei contenuti migliore.

## La SEO e il dato Not Provided
In passato il dato Not Provided era molto importante ed oggi il dato Not Provided non è da meno, ma viene sottovalutato troppo e troppo spesso dal lato SEO.
Partendo dal presupposto, corretto, che nessun sistema di web analytics potrà mai fornire il dato Not Provided a causa del parametro q che viene inviato, volutamente, vuoto da Google allora viene facile pensare dal lato SEO che quel dato è irraggiungibile o al massimo è ipotizzabile.